# Matthew Nastuk
Matthew Nastuk (* 13. října 1964 New Jersey) je americký režisér animovaného seriálu Simpsonovi. S režírováním začal v 10. řadě, od té doby režíroval více než 40 epizod tohoto seriálu.

## Režijní filmografieSimpsonových
10. řada
- Šťastná doba hippies
- Dejte Líze pokoj

11. řada
- Hračka snů

12. řada
- Speciální čarodějnický díl
- Náhlá srdeční příhoda

13. řada
- Rozkol v rodině
- Záletník Apu

14. řada
- Bart na volné noze

15. řada
- Rychle a srstnatě
- Milhouse tu už nebydlí
- Chyť je, když to dokážeš

16. řada
- Kamarádky na život a na smrt
- Vypráskaný práskač

17. řada
- Pomsta červených rajčátek
- Homere Simpsone, tohle je tvoje žena

18. řada
- Umění na špejli
- Homerazzi
- Jak si Kent pustil pusu na špacír

19. řada
- Homerova odtahovka
- Skrytá identita

20. řada
- Hysterka Líza
- Táta to ví nejhůř

21. řada
- Tenkrát ve Springfieldu[1][2]
- Dopis od Vočka

22. řada
- Tenhle život není pro tebe, Lízo Simpsonová
- Vzteklej fotr ve filmu[1]

23. řada
- Dravec a fešák
- Konečně zmizte!

24. řada
- Děda na útěku
- V kůži Kirka van Houtena
- Vočkovy nové šaty

25. řada
- Piráti ze Springfieldu
- Co čekat, když Bart čeká
- Život v kostce

26. řada
- Protiklady se přifrakují
- Vynálezce, jenž spadl z nebe

27. řada
- O čem muži sní
- Věčně smutná dáma
- Homer improvizuje

28. řada
- Monty Burnsův létající cirkus
- Vepř a Burns
- Noční klub u Vočka

29. řada
- Starosti starostky
- Flandersův žebřík

30. řada
- Nesrdečné pozdravy z Ruska
- Tančím, seč mi pupek dovolí
- Útěk z Kanady

31. řada
- Gorily a lodě
- Škola budoucnosti

32. řada
- Cesta do Cincinnati

33. řada
- Navigace bez legrace
- Marge vs. Monty